# Sennen no yuki
Tusen år av snö (千年の雪 Sennen no yuki?), , är en mangaserie skriven och illustrerad av Bisco Hatori och handlar om en hjärtsjuk tonåring som träffar en vampyr, som skulle kunna rädda hennes liv. Den publicerades först av Hakusensha i shōjotidningen Hana to yume. Den första volymen började säljas i november 2001. Serien slutade publiceras den 5 augusti 2002 och består av nio kapitel och ett extra specialkapitel titulerat Chikai no hi (誓いの日?), som trycktes i juniupplagan av LaLa DX 2002. Serien tros vara under ett uppehåll, då Bisco Hatori för tillfället arbetar med sin hit-serie Ouran High School Host Club. I en sidmarginal i första volymen av Ouran, skriver hon att Sennen no yuki inte har avslutats ännu.

## Handling
Sennen no yuki äger rum kring Chiyuki Matsuoka, en gymnasietjej som ligger på sjukhus på grund av en hjärtproblem. Hon lever med ett svagt hjärta sedan födseln, och har fått höra sedan dess att hon förmodligen bara kommer att leva tills hon blir femton år. En dag möter hon dock Tōya Kanō, en vampyr med det motsatta problemet: Han kommer att leva i 1000 år, och ser det som en förbannelse. Det är sed bland vampyrerna att, när man fyllt 18 år ingå ett partnerskap med en människa, där vampyren dricker sin partners blod vars liv samtidigt förlängs till 1000 år.
När Chiyuki tidigt i serien får höra om vad partnerskapet innebär erbjuder hon Tōya sitt blod, så att hon skulle kunna leva längre, men Tōya vägrar och påstår att han både ogillar åsynen och smaken av blod. I början ser han ned på människor och anser att de är svaga varelser som kommer att dö före honom och lämna honom ensam bakom sig.

## Figurer
Chiyuki Matsuoka (松岡 千雪 Matsuoka Chiyuki?)Chiyuki är hjältinnan i berättelsen. Hon är 17 år gammal och går i gymnasiet, men är sjukhusliggande på grund av att hon har ett svagt hjärta sedan födseln. Hon får ofta attacker när hon blir upphetsad, och på senare tid har attackerna blivit värre.
Efter att Chiyuki har mött Tōya lyckas hon övertala honom att följa med ut och shoppa, vilket hon är mycket entusiastisk över, då hon, på grund av sin sjukdomsvistelse, inte har kunnat gå ut mycket och göra vardagliga saker. Medan de är ute får Chiyuki en attack och förs omedelbart tillbaka till sjukhuset. Väl där tror hon sig vara döende och säger åt Tōya att inte bli ledsen ifall hon dör, därför att det måste finnas någon, någonstans som behöver honom. Då han inte vill förlora henne räddar han henne genom att ge henne av sitt eget blod, vilket botar henne för tillfället. Efter det kan hon börja i skolan igen, och hon talar om för Tōya att hon nu aldrig avser att lämna honom.
Tōya Kanō (トウヤ Kanō Tōya?)Tōya är den 18-åriga vampyren som Chiyuki träffar. Trots att han talar om för Chiyuki att han avskyr blod, avslöjar Yamimaru att Tōya, likt alla andra vampyrer, faktiskt tycker om blod, men helt enkelt inte vill vara en börda för andra. Han kan vara ute i dagsljus och påverkas inte av kors, men tål dock inte vitlök. Eftersom han inte suger blod, har han anemi och blir lätt utsvulten, och faller då utmattad till marken och kan inte förflytta sig tills hans tjänar-fladdermus Yamimaru kommer med mat till honom.
Den huvudsakliga anledningen till att Tōya inte vill suga blod är att han inte vill påtvinga någon att behöva leva i 1000 år, vilket han ser som en förbannelse och en stor fasa snarare än som en välsignelse.  Han spelar ofta tuff, men är egentligen närmare det motsatta. Tōya avskyr Satsuki, och som Yamimaru noterar är han svartsjuk på att Satsuki och Chiyuki har kommit så nära varandra, då han själv bryr sig om henne mer än någon annan.
Yamimaru (闇丸?)Tōyas tjänare, en fladdermus, och den enda Tōya kan lita på fullständigt, Speciellt ifall Tōya kollapsar på grund av energibrist. Han har förmågan att anta mänsklig skepnad, dock endast 4-5 timmar per dygn. Han kan anta två mänskliga skepnader: en som är mycket lång (ca. 2 meter) och ser ut som att han skulle vara en äldre bror till Tōya, och en mycket yngre och kortare skepnad som ser ut som en yngre bror till Tōya.
Satsuki Akiyoshi (有吉 砂月 Akiyoshi Satsuki?)Han är en student på Chiyukis skola och är mycket populär hos tjejerna, på grund av sin charm, humor och sitt utseende. Han tenderar att vara ganska självgod och flirtar med alla tjejerna i skolan, men efter att ha lärt känna Chiyuki blir han förälskad i henne och slutar att vara en flirt.
Satsuki bor tillsammans med sin mormor och har lärt sig mycket från henne. Liksom Tōya är han inte mänsklig, utan är en varulv. På grund av detta har han utvecklat et tvångsmässigt behov av att bete sig så normalt som möjligt (på det sätt som han tolkar som normalt). Om han inte gjorde det skulle han inte kunna hantera det faktum att han är en varulv. Han bryr sig mycket om Chiyuki och tycker om att skydda henne (och att flirta med henne), delvis för att det stör Tōya.
Keigo KuramataiHan är Chiyukis 26 år gamla kusin, och de står varandra nära som syskon. Han är mycket beskyddande över henne. Chiyuki tror att han har rest till USA för att studera engelska, men egentligen studerar han till att bli en hjärtspecialist för hennes skull. När han får reda på att Tōya är en vampyr försöker att separera Chiyuki från honom och går till och med så långt att han försöker att döda Tōya med en sten, men träffar Chiyuki istället, då hon såg vad han tänkte göra, och skyddade Tōya.